# Nekrolog 1581
Nekrolog
◄◄
| ◄
| 1577
| 1578
| 1579
| 1580
| 1581 | 1582 | 1583 | 1584 | 1585 | ► | ►►
Weitere Ereignisse | Allgemeiner Nekrolog 1581
Die Beschreibung der verstorbenen Person sollte so kurz wie möglich gehalten sein und nur deren signifikante Tätigkeit(en) enthalten.
Neue Namen ggf. auch unter dem Geburts- und Sterbedatum, also etwa unter 1. Januar und im Geburts- und Sterbejahr (2024) eintragen (nur bei entsprechender großer Wichtigkeit). Für Beispiele siehe die schon vorhandenen Artikel.
Außerdem über die fünf zuletzt Verstorbenen, zu denen es einen ausreichend guten Artikel für eine Präsentation auf der Hauptseite gibt, nach der todesbedingten Überarbeitung der Artikel ggf. auch unter Wikipedia Diskussion:Hauptseite informieren und sie am besten auch in den anderen Wikipedia-Sprachversionen eintragen. Tipp: Regelmäßig bei news.google.de nach „ist tot“, „gestorben“ oder „verstorben“ suchen.
Wenn eine Person gestorben ist, gibt es viele Seiten zu dieser Person in der Wikipedia, die davon auch betroffen sind und entsprechend aktualisiert werden müssen. Beispiele: Namenübersichtsseite, Geburtsjahr, Geburtsort-Seiten und viele mehr.
Wie finde ich die betroffenen Seiten?
Im Suchfeld auf der linken Seite gibt man den Suchbegriff so ein: „Vorname Nachname“. Dann klickt man auf Volltext und alle Seiten mit entsprechendem Suchtext werden aufgerufen. Hier sieht man dann schnell, wo auch das Todesjahr Sinn macht oder sogar ein Teil des Artikels angepasst werden muss. Auch hilft das „Werkzeug“ auf der linken Seite sehr gut, um solche Seiten aufzufinden: „Links auf diese Seite“. Somit ist die Wikipedia wieder aktuell in allen Bereichen! Hinweis: bei Eintragung der Kategorie „Gestorben JAHR“ wird der Missbrauchsfilter 49 ausgelöst, was jedoch nicht schlimm ist. Siehe: Spezial:Missbrauchsfilter/49
Dies ist eine Liste von im Jahr 1581 verstorbenen bekannten Persönlichkeiten. Die Einträge erfolgen innerhalb der einzelnen Daten alphabetisch sortiert. Tiere sind im Nekrolog für Tiere zu finden.

## Januar
| Tag        | Name                     | Beruf, bekannt als                                              | Alter | Beleg |
| ---------- | ------------------------ | --------------------------------------------------------------- | ----- | ----- |
| 1. Januar  | Giovanni Lucchese        | Renaissancebaumeister                                           |       |       |
| 19. Januar | Gillis Hooftman          | Kaufmann, Händler, Bankier und Reeder aus dem Herzogtum Limburg |       |       |
| 25. Januar | Hans Reinhart der Ältere | Medailleur                                                      |       |       |
| 31. Januar | Fabian Timäus            | deutscher lutherischer Theologe                                 |       |       |

## Februar
| Tag         | Name                          | Beruf, bekannt als                               | Alter | Beleg |
| ----------- | ----------------------------- | ------------------------------------------------ | ----- | ----- |
| 2. Februar  | Johanna von Pfalz-Simmern     | Äbtissin im Kloster Marienberg, Boppard          | 68    |       |
| 3. Februar  | Johannes Heintzenberger       | hessischer Politiker                             | 49    |       |
| 10. Februar | Hans Steiger                  | Schweizer Staatsmann                             |       |       |
| 13. Februar | Gregor Simonis                | deutscher Priester und Abt des Klosters Himmerod |       |       |
| 24. Februar | Fabrizio Dentice              | italienischer Lautenist und Komponist            |       |       |
| 28. Februar | Wilhelm V. (III.) von Bernsau | bergischer Marschall                             |       |       |

## März
| Tag      | Name             | Beruf, bekannt als                                    | Alter | Beleg |
| -------- | ---------------- | ----------------------------------------------------- | ----- | ----- |
| 17. März | Johannes Marbach | lutherischer Theologe, Reformator und Konfessionalist | 59    |       |
| 19. März | Franz I.         | Herzog von Sachsen-Lauenburg                          |       |       |
| März     | Andreas Meinicke | Opfer der Hexenprozesse in Wernigerode                |       |       |

## April
| Tag       | Name           | Beruf, bekannt als             | Alter | Beleg |
| --------- | -------------- | ------------------------------ | ----- | ----- |
| 5. April  | Jakub Uchański | Bischof und Primas von Polen   |       |       |
| 14. April | Gallus Dreßler | deutscher Kantor und Komponist | 47    |       |

## Mai
| Tag     | Name                          | Beruf, bekannt als                                                     | Alter | Beleg |
| ------- | ----------------------------- | ---------------------------------------------------------------------- | ----- | ----- |
| 7. Mai  | Alexander Utendal             | franko-flämischer Komponist, Kapellmeister und Sänger                  |       |       |
| 12. Mai | Sebastian Hornmold der Ältere | Bietigheimer Vogt und erster Kirchenratsdirektor in Württemberg        | 81    |       |
| 16. Mai | Flavio Orsini                 | Kardinal der Römischen Kirche                                          |       |       |
| 16. Mai | Alessandro Sforza             | Kardinal der Römischen Kirche                                          |       |       |
| 27. Mai | Christoph Báthory             | Woiwode Siebenbürgens und Bruder des polnischen Königs Stephan Báthory |       |       |

## Juni
| Tag      | Name                             | Beruf, bekannt als                                      | Alter | Beleg |
| -------- | -------------------------------- | ------------------------------------------------------- | ----- | ----- |
| 2. Juni  | James Douglas, 4. Earl of Morton | Lordkanzler und Unterstützer Maria Stuarts              |       |       |
| 4. Juni  | Jakob III. von Eltz              | Erzbischof und Kurfürst von Trier (1567–1581)           |       |       |
| 6. Juni  | Johann Otho                      | flämischer Humanist, Pädagoge, Kartograph und Gelehrter |       |       |
| 7. Juni  | Johann Fichard                   | deutscher Jurist                                        | 68    |       |
| 13. Juni | Matthaeus Devarius               | griechischer Klassischer Philologe                      |       |       |
| Juni     | Christman Gnipperteinga          | angeblicher deutscher Serienmörder                      |       |       |

## Juli
| Tag      | Name                | Beruf, bekannt als                                                      | Alter | Beleg |
| -------- | ------------------- | ----------------------------------------------------------------------- | ----- | ----- |
| 1. Juli  | Bitter von Raesfeld | Domherr in verschiedenen Bistümern                                      | 49    |       |
| 11. Juli | Peder Skram         | dänischer Admiral und Seeheld                                           |       |       |
| 12. Juli | Johannes Gigas      | evangelischer Theologe, Humanist, Kirchenlieddichter und Reformator     | 67    |       |
| 13. Juli | Jean Scheyfve       | Botschafter Spaniens im Vereinigten Königreich                          |       |       |
| 22. Juli | Richard Cox         | englischer Geistlicher, Dekan von Westminster und Bischof von Ely       |       |       |
| 23. Juli | Georg von Lalaing   | oranischer Statthalter von Friesland, Groningen, Drenthe und Overijssel |       |       |

## August
| Tag        | Name                   | Beruf, bekannt als                                                    | Alter | Beleg |
| ---------- | ---------------------- | --------------------------------------------------------------------- | ----- | ----- |
| 17. August | Sabina von Württemberg | Prinzessin von Württemberg, durch Heirat Landgräfin von Hessen-Kassel | 32    |       |
| 20. August | Katharina von Hanau    | Gemahlin von Johann IV. von Wied-Runkel und Isenburg                  | 56    |       |

## September
| Tag           | Name                     | Beruf, bekannt als                                                                              | Alter | Beleg |
| ------------- | ------------------------ | ----------------------------------------------------------------------------------------------- | ----- | ----- |
| 6. September  | Pietro Dusina            | italienischer römisch-katholischer Geistlicher, Apostolischer Visitator und Inquisitor in Malta |       |       |
| 6. September  | Guillaume Postel         | französischer Humanist und Universalgelehrter                                                   | 71    |       |
| 8. September  | Anton von Berckhusen     | Bürgermeister nach der Reformation in Hannover, Diakon und Autor                                | 81    |       |
| 8. September  | Wolf II. von Schönburg   | deutscher Adliger                                                                               | 48    |       |
| 11. September | Paul Rönnefeld           | Kaufmann und Ratsherr der Hansestadt Lübeck                                                     |       |       |
| 13. September | Peter Lo                 | deutscher Theologe und Reformator                                                               |       |       |
| 17. September | Aquiles Estaço           | portugiesischer Humanist, Schriftsteller, Philologe und Übersetzer                              | 57    |       |
| 18. September | Peter Nirsch             | deutscher Serienmörder                                                                          |       |       |
| 19. September | Frans Pourbus der Ältere | flämischer Maler                                                                                |       |       |
| 29. September | Andreas Musculus         | evangelischer Theologe und Reformator                                                           | 66    |       |
| 30. September | Hubert Languet           | französischer Diplomat, Jurist und reformierter Theologe                                        |       |       |

## Oktober
| Tag         | Name                             | Beruf, bekannt als                              | Alter | Beleg |
| ----------- | -------------------------------- | ----------------------------------------------- | ----- | ----- |
| 1. Oktober  | Petrus Vincentius                | deutscher Rhetoriker, Ethiker und Pädagoge      | 62    |       |
| 7. Oktober  | Honoré I.                        | Herr von Monaco (1532–1581)                     |       |       |
| 7. Oktober  | William Keith, 3. Earl Marischal | schottischer Adliger                            |       |       |
| 9. Oktober  | Luis Beltrán                     | spanischer Dominikaner und Heiliger             | 55    |       |
| 23. Oktober | Michael Neander                  | deutscher Mathematiker, Philologe und Mediziner | 52    |       |

## November
| Tag          | Name                 | Beruf, bekannt als                                                                        | Alter | Beleg |
| ------------ | -------------------- | ----------------------------------------------------------------------------------------- | ----- | ----- |
| 4. November  | Romegas              | Abkömmling der aristokratischen Gascogner Familie d'Aux und ein Ritter des Malteserordens |       |       |
| 6. November  | Antoine Froment      | reformierter Geistlicher und Chronist                                                     |       |       |
| 6. November  | Paul Zwilling        | deutscher neulateinischer Epiker                                                          | 34    |       |
| 17. November | Marcellus Coffermans | flämischer Maler                                                                          |       |       |
| 19. November | Iwan Iwanowitsch     | russischer Zarewitsch (Kronprinz); Sohn von Zar Iwan IV.                                  | 27    |       |
| 30. November | Simon Bing           | landgräflich-hessischer Rat und Politiker                                                 |       |       |

## Dezember
| Tag          | Name                   | Beruf, bekannt als                                          | Alter | Beleg |
| ------------ | ---------------------- | ----------------------------------------------------------- | ----- | ----- |
| 1. Dezember  | Alexander Briant       | englischer Jesuit, Märtyrer und katholischer Heiliger       |       |       |
| 1. Dezember  | Edmund Campion         | Mönch im Jesuitenorden und Märtyrer der katholischen Kirche | 41    |       |
| 7. Dezember  | Marquard von Hattstein | deutscher Bischof von Speyer                                | 52    |       |
| 11. Dezember | Maria von Österreich   | Erzherzogin von Österreich                                  | 50    |       |
| 12. Dezember | Jean de la Cassière    | Großmeister des Malteserorden                               |       |       |

## Datum unbekannt
| Tag | Name                              | Beruf, bekannt als                                                                                       | Alter | Beleg |
| --- | --------------------------------- | --- | ----- | ----- |
|     | Philipp IV. von Angelach-Angelach | Reichsritter im Ritterkanton Kraichgau aus dem Geschlecht der Herren von Angelach                        |       |       |
|     | István Basilius                   | unitarischer Theologe und Pfarrer, Gegner des Nonadorantismus                                            |       |       |
|     | Bayinnaung                        | König der Taungu-Dynastie im heutigen Birma                                                              |       |       |
|     | Pedro Chacón                      | spanischer Gelehrter                                                                                     |       |       |
|     | Nicolas Des Gallars               | französisch-schweizerischer evangelischer Geistlicher und Hochschullehrer                                |       |       |
|     | Martin Gallus                     | deutscher evangelischer Theologe                                                                         |       |       |
|     | Johann Baptist Hainzel            | Augsburger Bürgermeister, Förderer der Wissenschaft                                                      |       |       |
|     | Paul Hainzel                      | deutscher Astronom und Bürgermeister von Augsburg                                                        |       |       |
|     | Jobst II.                         | Graf von Holstein-Schauenburg                                                                            |       |       |
|     | Francisco de Aguirre de Meneses   | spanischer Konquistador, der an den Eroberungszügen gegen Chile, Peru, Argentinien und Bolivien teilnahm |       |       |
|     | Ram Das                           | Guru der Sikhs                                                                                           |       |       |
|     | Georg Rataller                    | niederländischer Philologe und Übersetzer                                                                |       |       |
|     | Nicholas Sanders                  | englischer katholischer Theologe und Polemiker                                                           |       |       |
|     | Anton Schneeberger                | Schweizer Botaniker und Arzt                                                                             |       |       |
|     | Mikołaj Sęp Szarzyński            | polnischer Dichter                                                                                       |       |       |
|     | Agatha Streicher                  | deutsche Ärztin                                                                                          |       |       |
|     | Michael Toxites                   | Mediziner                                                                                                |       |       |